# إد جرير
إد جرير (بالإنجليزية: Ed Grier)‏ هو شخصية أعمال أمريكي، ولد في 1956 في أتلانتا في الولايات المتحدة.

## وصلات خارجية
- إد جرير على موقع IMDb (الإنجليزية)